# 신 (소설)
신은 베르나르 베르베르의 연작 소설로, 2007년에 출간되었다. 《타나토노트》, 《천사들의 제국》과 이어지는 내용을 담고 있다.